# Golden Feelings
Golden Feelings —en español: Sentimientos de oro— es el primer álbum de estudio del músico estadounidense Beck, lanzado en 1993 por Sonic Enemy. Fue el primer lanzamiento real de Beck en un sello discográfico y fue limitado a sólo 1000 o 2000 ejemplares. 

## Lanzamiento y recepción
El álbum está formado por canciones de muy baja fidelidad y es una mezcolanza de música folk y la experimentación sonora (ej: sonidos de TV, música, divertidos diálogos entre pistas y ruidos), mostrando sus raíces en la escena anti-folk. En un principio el álbum estuvo solamente disponible en casete, pero Sonic Enemy lo remasterizó y lo relanzó en CD en el verano de 1999. Sonic Enemy no le mencionó el lanzamiento a Beck, quien estaba enojado por lo que hicieron sin su permiso. Después de que él hizo saber su descontento, Sonic Enemy cesó de hacer más copias. Solo 2000 fueron hechas, haciendo que el CD sea un poco valioso. AllMusic describió el álbum como "un documento muy interesante, divertido y humorístico que demuestra que desde el principio Beck tenía su corazón en hacer experimentación con su único gimmick".

## Lista de canciones
Todas las canciones escritas y compuestas por Beck. 
| N.º   | Título                          | Duración |  |
| 1.    | «The Fucked Up Blues»           | 2:11     |  |
| 2.    | «Special People»                | 1:44     |  |
| 3.    | «Magic Stationwagon»            | 1:34     |  |
| 4.    | «No Money No Honey»             | 2:36     |  |
| 5.    | «Trouble All My Days»           | 2:07     |  |
| 6.    | «Bad Energy»                    | 2:38     |  |
| 7.    | «Schmoozer»                     | 2:38     |  |
| 8.    | «Heartland Feeling»             | 7:14     |  |
| 9.    | «Super Golden Black Sunchild»   | 2:11     |  |
| 10.   | «Soul Sucked Dry»               | 1:49     |  |
| 11.   | «Feelings»                      | 1:35     |  |
| 12.   | «Gettin' Home»                  | 4:15     |  |
| 13.   | «Will I Be Ignored by the Lord» | 2:01     |  |
| 14.   | «Bogus Soul»                    | 1:16     |  |
| 15.   | «Totally Confused»              | 2:00     |  |
| 16.   | «Mutherfukka»                   | 2:44     |  |
| 17.   | «People Gettin Busy»            | 3:09     |  |
| 42:35 |                                 |          |  |

## Canciones en otros lanzamientos de Beck
"Special People", "Trouble All My Days" y "Super Golden Black Sunchild", todas estuvieron en el sencillo "Pay No Mind (Snoozer)" y fueron tomadas directamente del álbum. "No Money No Honey" fue regrabada en Stereopathetic Soul Manure. "Totally Confused" fue regrabada y relanzada en el EP A Western Harvest Field by Moonlight, junto con el sencillo "Beercan", entre otros. "Mutherfukka" fue regrabada y retitulada "Mutherfucker" para el sencillo "Steve Threw Up" y para Mellow Gold. "Heartland Feeling", fue realizada por Beck en una aparición especial en The Larry Sanders Show y ha sido interpretada en directo con regularidad desde su lanzamiento.

## Personal
- Beck Hansen - Voz, guitarra, efectos.